# Coeloides secundus
Coeloides secundus är en stekelart som först beskrevs av Dalla Torre 1898.  Coeloides secundus ingår i släktet Coeloides och familjen bracksteklar. Inga underarter finns listade i Catalogue of Life.